# 나와촌 (군마현)
나와촌(일본어: 名和村)은 일본 군마현의 남부, 사와군에 속해있던 촌이다. 현재의 이세사키시에 해당한다.
폐촌 당시의 촌장은 오하나바 치사쿠 촌장이며. 이세사키시에 편입된 후 한동안은 촌사무소 건물을 나와와 공민관으로 사용했으나 현재는 이전했으며, 옛 촌사무소 자리에는 이세사키 나와 우체국이 있다.

## 지리
간토평야 북서부에 위치하며, 촌 남부를 흐르는 도네강을 사이에 두고 사이타마현과 인접해 있다.

## 역사
- 1889년 4월 1일 - 정촌제 시행에 의해 나이군 나와촌이 성립하였다.
- 1896년 4월 1일 - 군 통합에 의해 사와군이 성립하여 사와군 나와촌이 되었다.
- 1955년 3월 25일 -  도요우케촌, 미야고촌과 함께 이세사키시에 편입되었다.

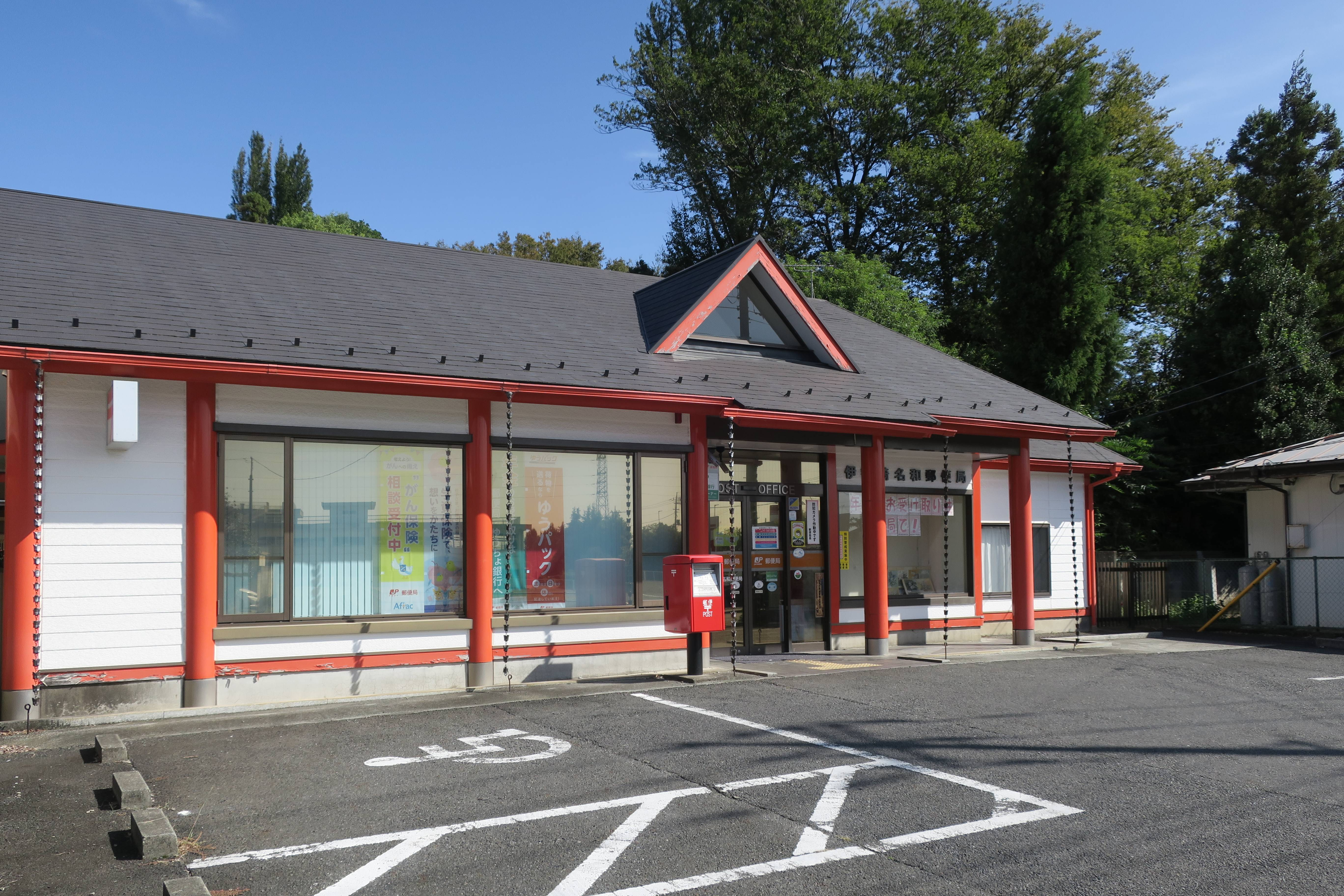
伊勢崎名和郵便局
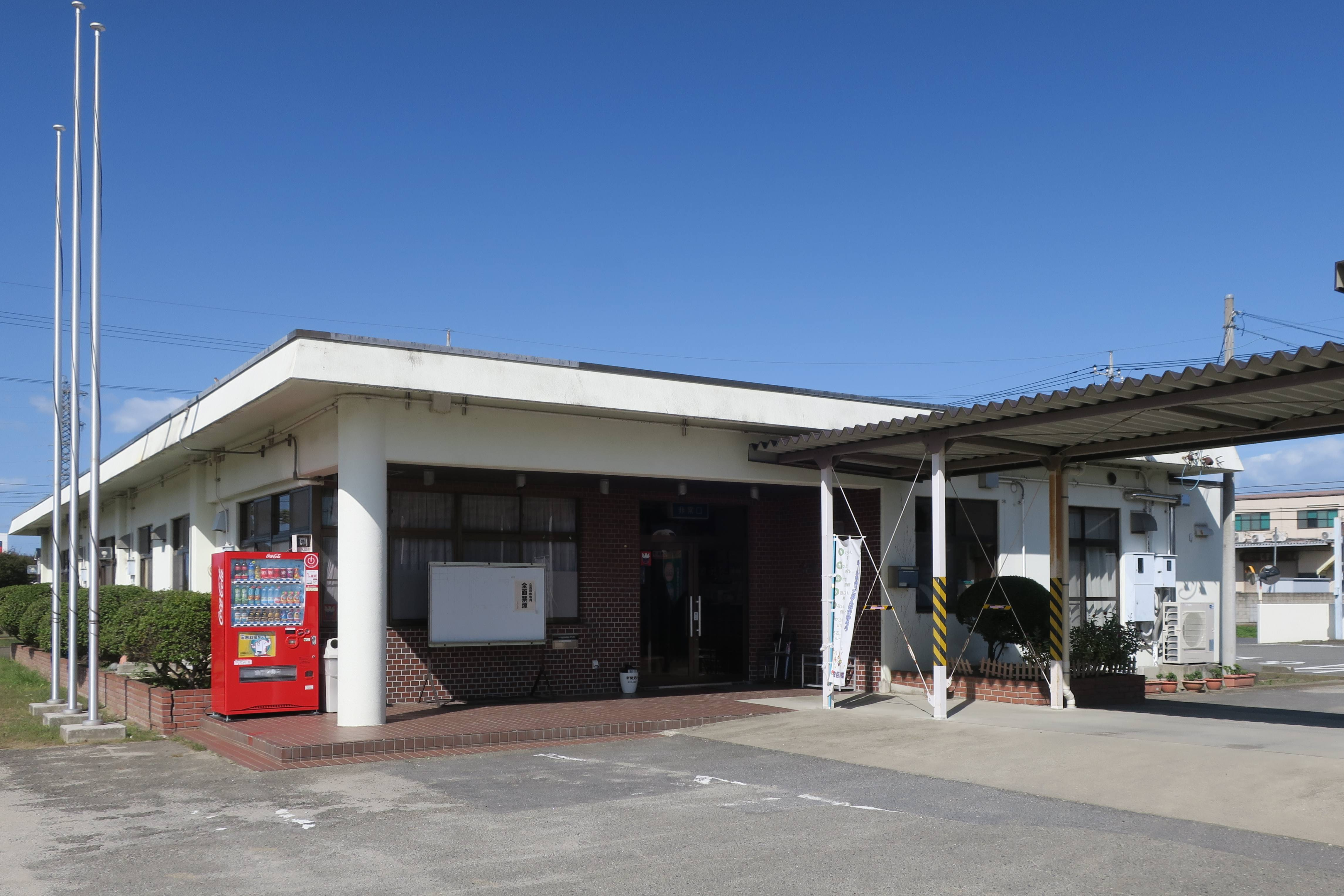
名和公民館
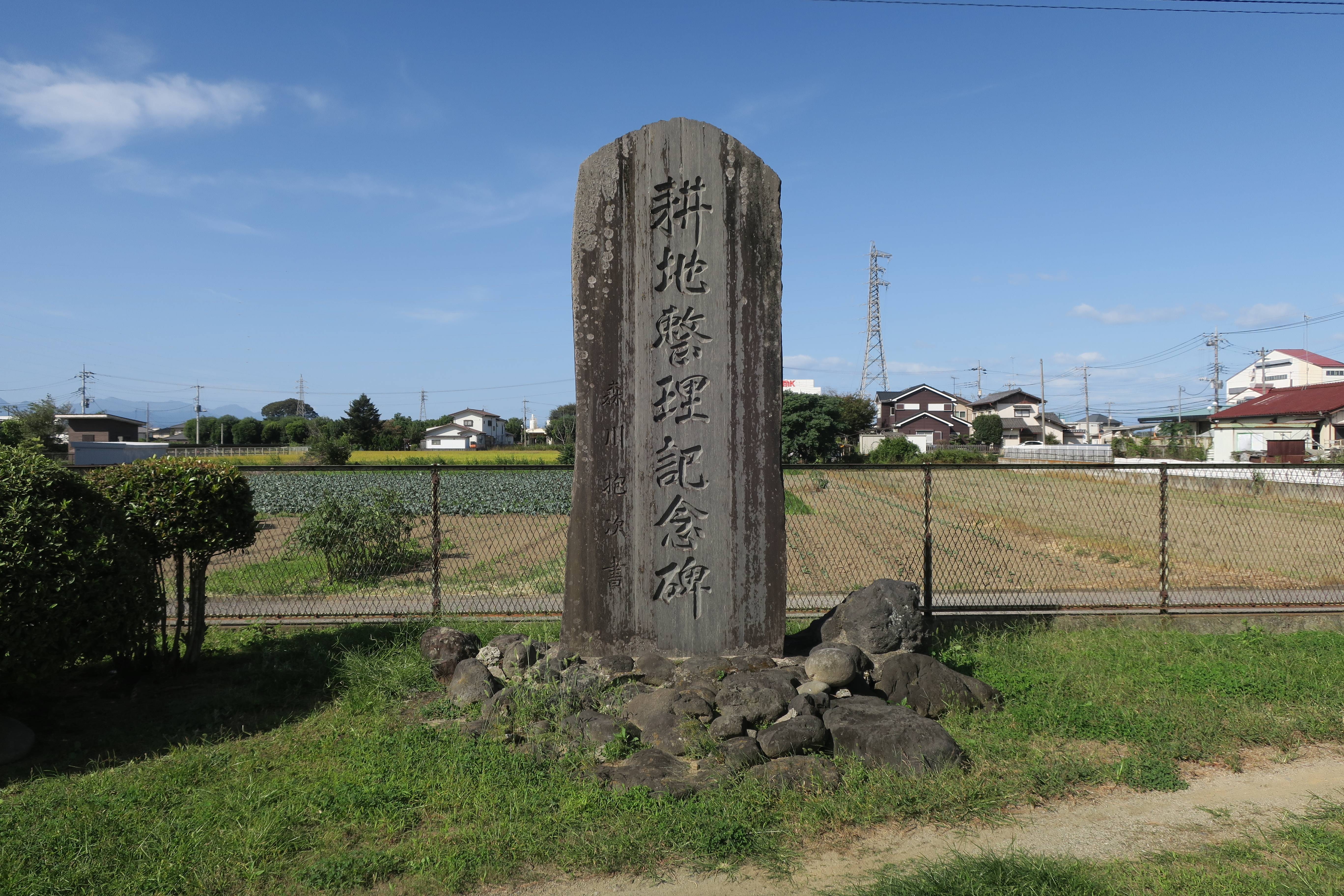
耕地整理祈念碑（名和公民館）

## 교통

### 철도
촌내에 철도가 깔리지 않았고, 가장 가까운 역은 북쪽에 인접한 이세사키시의 이세사키역이었다. 철도를 놓을 계획 자체는 있었지만 세계 대공황 등의 자금난으로 중단되어 실현되지 못했다.

## 참고 문헌
- 角川日本地名大辞典編纂委員会, 『角川日本地名大辞典 10 群馬県』1988, 角川書店